# Batalha de Cajamarca
A captura de Atahualpa ou a batalha de Cajamarca foi um ataque surpresa ao monarca do Império Inca por Francisco Pizarro e suas tropas. Aconteceu na tarde de 16 de novembro de 1532, na praça principal de Cajamarca, alcançando seu objetivo de capturar o Inca Atahualpa.

## Antecedentes
O conquistador espanhol Francisco Pizarro, juntamente com seus quatro irmãos, levou uma pequena expedição de 168 homens e 62 cavalos, a mesma que tinha vindo do Panamá em dezembro de 1531. Atahualpa tornou-se vitorioso em uma longa guerra civil sobre a sucessão ao trono contra seu meio-irmão Huáscar. Durante a viagem da expedição espanhola, Atahualpa enviou vários mensageiros com presentes para os espanhóis, alguns deles de ouro, o que aumentou as esperanças de Pizarro para encontrar grandes tesouros.
Quando Pizarro chegou a Cajamarca, esta estava deserta e o exército Inca de cerca de 30 mil soldados estava acampado nos arredores, em Pultumarca (agora chamada de Baños del Inca), a uma légua da cidade.
Francisco Pizarro designou a Hernando de Soto a missão de ir onde estava o Inca para convidá-lo a vir para jantar com ele em Cajamarca. Pizarro era muito insistente no sentido de que o convite fosse transmitido de maneira cortês e pacífica, para evitar mal-entendidos. Soto saiu acompanhado por vinte cavaleiros entre os quais Diego Garcia de Paredes. Quando o grupo avançado já estava a meio caminho, Pizarro observando de cima de uma das "torres" de Cajamarca as muitas tendas que compunham o campo dos Incas, temia que seus homens poderiam sofrer uma emboscada e enviou seu irmão Hernando o resultado final Pizarro com outros vinte mais incorporados.

## A visita a Pultumarca
Soto e seus homens chegaram a Pultumarca, através de uma estrada de pedra que corria entre dois canais de água e terminava em um rio, a partir do qual o acampamento inca começava. Enquanto Hernando Pizarro e seu grupo já estavam quase ao alcance de Soto. Esse levava ao intérprete Felipillo de Tumbes, enquanto Hernando Pizarro levava o intérprete Martinillo, sobrinho do curaca Maizavilca de Poechos.
O Inca descansava em um pequeno palácio situado no meio de um pradillo cultivado, localizado um pouco atrás do acampamento inca. Cerca de quatrocentos guerreiros incas, implantados no pradillo, guardavam a residência do Inca. Soto e seus homens, depois de cruzar o acampamento, chegaram à porta da mansão e, sem sair de seus cavalos, enviaram Felipillo para pedir a presença do Inca. Um orejón, um nobre inca, foi onde estava seu senhor com a mensagem e os espanhóis estavam esperando por alguma resposta. No entanto, o tempo passou sem que ninguém visse para dar uma resposta e chegou Hernando Pizarro, juntamente com quatro espanhóis, todos a cavalo (o resto dos pilotos tinham sido deixados às portas do campo, esperando para ver o que iria acontecer). Sem sair do animal, Pizarro abordou Soto, perguntando-lhe o motivo de sua demora, ao que ele respondeu: "Aqui me dizem que Atabalipa sairá... e não sai." Hernando Pizarro, muito irritado, ordenou Martinillo para chamar o Inca, mas ninguém veio, ele se irritou mais ainda e disse «Diga ao cão que saia..!".
Depois do grito de Hernando Pizarro, o Ciquinchara Orejón deixou o palácio para observar a situação e, em seguida, voltou para dentro, dizendo a Atahualpa que estava lá fora o mesmo espanhol que o tinha ferido em Poechos (casa da chefia de Maizavilca em Piura) quando ele estava espionando o acampamento espanhol. Foi então que Atahualpa foi encorajado a sair, caminhando em direção à porta da mansão e passando a sentar em um banco vermelho, sempre atrás de uma cortina que só deixava ver sua silhueta. Dessa forma, ele poderia observar o inimigo sem ser visto. Imediatamente, Soto aproximou-se da cortina, ainda a cavalo, e apresentou o convite a Atahualpa, embora este nem sequer olhasse para ele. Em vez disso, ele foi a um de seus orejóns e sussurrou algumas coisas para ele. Hernando Pizarro ficou irritado novamente e começou a gritar uma série de coisas que acabaram chamando a atenção do Inca, que ordenou que a cortina fosse removida. Seu olhar estava voltado particularmente para o ousado que o chamara de "cachorro". No entanto, ele escolheu responder a Soto, dizendo-lhe para dizer ao seu chefe que no dia seguinte ele iria vê-lo onde eles estavam e que eles deveriam pagar-lhe tudo o que tinham tomado durante a sua estadia em suas terras.
Hernando Pizarro, sentindo-se deslocado, disse a Martinillo para dizer aos incas que entre ele e o capitão Soto não havia diferença, porque ambos eram capitães de Sua Majestade. Mas Atahualpa não vacilou, pegou duas taças de ouro, cheias de licor de milho, e duas mulheres. No entanto, Soto disse ao Inca que seu parceiro era o irmão do governador. O inca continuou a ser indiferente a Hernando Pizarro, mas finalmente se dirigiu a ele, estabelecendo um diálogo durante o qual o espanhol se gabava da superioridade de seus homens.
Então, o inca ofereceu aos espanhóis as taças de licor, mas aqueles que temiam que a bebida fosse envenenada, se escusaram de tomá-la, dizendo que estavam em jejum. Ao que os Inca responderam dizendo que ele também jejuava e que o licor não quebrava o jejum. Para que qualquer medo pudesse ser dissipado, o inca provou um gole de cada um dos copos, o que tranquilizou os espanhóis, que então beberam a bebida. Soto, montado em seu cavalo, imediatamente quis se exibir e começou a galopar, saltando diante do Inca; de repente avançou sobre o monarca como se quisesse atropelá-lo, mas parou de repente. Soto ficou surpreso ao ver que o Inca permaneceu inalterado, sem fazer o menor gesto de medo. Atahualpa então ordenou trazer mais bebida e todos eles beberam. A entrevista terminou com a promessa de Atahualpa de ir no dia seguinte para conhecer Francisco Pizarro.
Os espanhóis convenceram os incas a trazer apenas servos e não soldados para a reunião como um gesto de boa vontade, embora Atahualpa tenha tomado do seu lado algumas centenas de soldados de sua guarda imperial. Ele foi seguido por 30 mil a 40 mil servidores e guerreiros desarmados sob suas ordens (porque ele pretendia capturar os espanhóis como animais: apenas com as mãos e, se necessário, usando boleadeiras). Pizarro estava esperando por eles com 180 espanhóis e 37 cavalos, além de índios auxiliares.